# 와이카토 대학교
와이카토 대학교(The University of Waikato, 마오리어 : Te Whare Wananga o Waikato)는 뉴질랜드 북섬 해밀턴, 타우랑가, 오클랜드에 캠퍼스를 둔 대학교이다.

## 역사
1964년 설립하였다. 뉴질랜드의 마오리족 출신 학생 비율이 높은 대학으로 뉴질랜드 원주민 마오리족의 문화와 태평양 군도, 오세아니아 지역 문화, 역사를 연구하는 태평양 대학 연구기관이다.

## 조직
- Faculty of Arts and Social Sciences
- Waikato Management School
- School of Education
- School of Science and Engineering
- School of Computing and Mathematical Science
- School of Law
- School of Maori and Pacific Development